# Tour Down Under 2024
Il Tour Down Under 2024, ventiquattresima edizione della corsa, valido come prima prova dell'UCI World Tour 2024 categoria 2.UWT, si svolse in sei tappe dal 16 al 21 gennaio 2024 su un percorso di 824,6 km, con partenza da Tanunda e arrivo sul Mount Lofty, in Australia. La vittoria fu appannaggio del britannico Stephen Williams, il quale completò il percorso in 19h13'34", alla media di 41,481 km/h, precedendo l'ecuadoriano Jhonatan Narváez ed il messicano Isaac Del Toro.

## Tappe
| Tappa  | Data       | Percorso                        | km    | Vincitore di tappa | Leader cl. generale |
| ------ | ---------- | ------------------------------- | ----- | ------------------ | ------------------- |
| 1ª     | 16 gennaio | Tanunda > Tanunda               | 144   | Sam Welsford       | Sam Welsford        |
| 2ª     | 17 gennaio | Norwood > Lobethal              | 141,6 | Isaac Del Toro     | Isaac Del Toro      |
| 3ª     | 18 gennaio | Tea Tree Gully > Campbelltown   | 145,3 | Sam Welsford       | Isaac Del Toro      |
| 4ª     | 19 gennaio | Murray Bridge > Port Elliot     | 136,2 | Sam Welsford       | Isaac Del Toro      |
| 5ª     | 20 gennaio | Christies Beach > Willunga Hill | 129,3 | Oscar Onley        | Stephen Williams    |
| 6ª     | 21 gennaio | Unley > Mount Lofty             | 128,2 | Stephen Williams   | Stephen Williams    |
| Totale | Totale     | Totale                          | 824,6 |                    |                     |

## Squadre e corridori partecipanti
Alla competizione prendono parte 20 squadre: le 18 iscritte all'UCI World Tour 2024, la Israel-Premier Tech e la nazionale australiana.

| N.    | Cod. | Squadra                         |
| ----- | ---- | ------------------------------- |
| 1-7   | UAD  | UAE Team Emirates               |
| 11-17 | JAY  | Team Jayco AlUla                |
| 21-27 | TBV  | Bahrain Victorious              |
| 31-37 | SOQ  | Soudal Quick-Step               |
| 41-47 | DAT  | Decathlon AG2R La Mondiale Team |
| 51-57 | IWA  | Intermarché-Wanty               |
| 61-67 | IPT  | Israel-Premier Tech             |
| 71-77 | IGD  | Ineos Grenadiers                |
| 81-87 | BOH  | Bora-Hansgrohe                  |
| 91-97 | DFP  | Team DSM-Firmenich PostNL       |

| N.      | Cod. | Squadra                 |
| ------- | ---- | ----------------------- |
| 101-107 | COF  | Cofidis                 |
| 111-117 | ARK  | Arkéa-B&B Hotels        |
| 121-127 | MOV  | Movistar Team           |
| 131-137 | TVL  | Team Visma-Lease a Bike |
| 141-147 | EFE  | EF Education-EasyPost   |
| 151-157 | ADC  | Alpecin-Deceuninck      |
| 161-167 | AST  | Astana Qazaqstan Team   |
| 171-177 | LTK  | Lidl-Trek               |
| 181-187 | GFC  | Groupama-FDJ            |
| 191-197 | AUS  | Australia               |

## Dettagli delle tappe

### 1ª tappa
- 16 gennaio: Tanunda > Tanunda – 144 km

Risultati
| Pos. | Corridore     | Squadra     | Tempo    |
| ---- | ------------- | ----------- | -------- |
| 1    | Sam Welsford  | Bora        | 3h25'56" |
| 2    | Phil Bauhaus  | Bahrain     | s.t.     |
| 3    | Biniam Girmay | Intermarché | s.t.     |

| Pos. | Corridore     | Squadra     | Tempo    |
| ---- | ------------- | ----------- | -------- |
| 1    | Sam Welsford  | Bora        | 3h25'46" |
| 2    | Phil Bauhaus  | Bahrain     | a 4"     |
| 3    | Biniam Girmay | Intermarché | a 6"     |

### 2ª tappa
- 17 gennaio: Norwood > Lobethal – 141,6 km

Risultati
| Pos. | Corridore        | Squadra | Tempo    |
| ---- | ---------------- | ------- | -------- |
| 1    | Isaac Del Toro   | UAE     | 3h29'37" |
| 2    | Corbin Strong    | Israel  | s.t.     |
| 3    | Stephen Williams | Israel  | s.t.     |

| Pos. | Corridore      | Squadra     | Tempo    |
| ---- | -------------- | ----------- | -------- |
| 1    | Isaac Del Toro | UAE         | 6h55'22" |
| 2    | Corbin Strong  | Israel      | a 2"     |
| 3    | Biniam Girmay  | Intermarché | a 7"     |

### 3ª tappa
- 18 gennaio: Tea Tree Gully > Campbelltown – 145,3 km

Risultati
| Pos. | Corridore    | Squadra | Tempo    |
| ---- | ------------ | ------- | -------- |
| 1    | Sam Welsford | Bora    | 3h20'42" |
| 2    | Elia Viviani | Ineos   | s.t.     |
| 3    | Daniel McLay | Arkéa   | s.t.     |

| Pos. | Corridore      | Squadra | Tempo     |
| ---- | -------------- | ------- | --------- |
| 1    | Isaac Del Toro | UAE     | 10h16'04" |
| 2    | Corbin Strong  | Israel  | a 2"      |
| 3    | Axel Mariault  | Cofidis | a 5"      |

### 4ª tappa
- 19 gennaio: Murray Bridge > Port Elliot – 136,2 km

Risultati
| Pos. | Corridore     | Squadra     | Tempo    |
| ---- | ------------- | ----------- | -------- |
| 1    | Sam Welsford  | Bora        | 2h59'50" |
| 2    | Biniam Girmay | Intermarché | s.t.     |
| 3    | Lars Boven    | Alpecin     | s.t.     |

| Pos. | Corridore      | Squadra     | Tempo     |
| ---- | -------------- | ----------- | --------- |
| 1    | Isaac Del Toro | UAE         | 13h15'54" |
| 2    | Biniam Girmay  | Intermarché | a 1"      |
| 3    | Corbin Strong  | Israel      | a 2"      |

### 5ª tappa
- 20 gennaio: Christies Beach > Willunga Hill – 129,3 km

Risultati
| Pos. | Corridore        | Squadra | Tempo    |
| ---- | ---------------- | ------- | -------- |
| 1    | Oscar Onley      | DSM     | 2h52'23" |
| 2    | Stephen Williams | Israel  | s.t.     |
| 3    | Jhonatan Narváez | Ineos   | s.t.     |

| Pos. | Corridore        | Squadra | Tempo     |
| ---- | ---------------- | ------- | --------- |
| 1    | Stephen Williams | Israel  | 16h08'18" |
| 2    | Oscar Onley      | DSM     | s.t.      |
| 3    | Jhonatan Narváez | Ineos   | a 5"      |

### 6ª tappa
- 21 gennaio: Unley > Mount Lofty – 128,2 km

Risultati
| Pos. | Corridore        | Squadra | Tempo    |
| ---- | ---------------- | ------- | -------- |
| 1    | Stephen Williams | Israel  | 3h05'26" |
| 2    | Jhonatan Narváez | Ineos   | s.t.     |
| 3    | Isaac Del Toro   | UAE     | s.t.     |

| Pos. | Corridore        | Squadra | Tempo    |
| ---- | ---------------- | ------- | -------- |
| 1    | Stephen Williams | Israel  | 3h05'26" |
| 2    | Jhonatan Narváez | Ineos   | a 9"     |
| 3    | Isaac Del Toro   | UAE     | a 11"    |

## Evoluzioni delle classifiche
| Tappa              | Vincitore          | Classifica generale Maglia ocra | Classifica a punti Maglia blu | Classifica scalatori Maglia verde a pois | Classifica giovani Maglia bianca | Classifica a squadre Numero giallo | Premio combattività Numero rosso |
| ------------------ | ------------------ | ------------------------------- | ----------------------------- | ---------------------------------------- | -------------------------------- | ---------------------------------- | -------------------------------- |
| 1ª                 | Sam Welsford       | Sam Welsford                    | Sam Welsford                  | Louis Barré                              | Madis Mihkels                    | Intermarché-Wanty                  | Louis Barré                      |
| 2ª                 | Isaac Del Toro     | Isaac Del Toro                  | Biniam Girmay                 | Luke Burns                               | Isaac Del Toro                   | Intermarché-Wanty                  | Luke Burns                       |
| 3ª                 | Sam Welsford       | Isaac Del Toro                  | Sam Welsford                  | Luke Burns                               | Isaac Del Toro                   | Intermarché-Wanty                  | Tristan Saunders                 |
| 4ª                 | Sam Welsford       | Isaac Del Toro                  | Sam Welsford                  | Luke Burns                               | Isaac Del Toro                   | Intermarché-Wanty                  | Tristan Saunders                 |
| 5ª                 | Oscar Onley        | Stephen Williams                | Sam Welsford                  | Luke Burns                               | Oscar Onley                      | UAE Team Emirates                  | Casper Pedersen                  |
| 6ª                 | Stephen Williams   | Stephen Williams                | Sam Welsford                  | Luke Burns                               | Isaac Del Toro                   | Decathlon AG2R La Mondiale Team    | António Morgado                  |
| Classifiche finali | Classifiche finali | Stephen Williams                | Sam Welsford                  | Luke Burns                               | Isaac Del Toro                   | Decathlon AG2R La Mondiale Team    | non assegnato                    |

Maglie indossate da altri ciclisti in caso di due o più maglie vinte
- Nella 2ª tappa Phil Bauhaus ha indossato la maglia blu al posto di Sam Welsford.
- Dalla 3ª alla 5ª tappa Laurence Pithie ha indossato la maglia bianca al posto di Isaac Del Toro.

## Classifiche finali

### Classifica generale - Maglia ocra
| Pos. | Corridore          | Squadra   | Tempo     |
| ---- | ------------------ | --------- | --------- |
| 1    | Stephen Williams   | Israel    | 19h13'34" |
| 2    | Jhonatan Narváez   | Ineos     | a 9"      |
| 3    | Isaac Del Toro     | UAE       | a 11"     |
| 4    | Oscar Onley        | DSM       | a 20"     |
| 5    | Bart Lemmen        | Visma     | a 23"     |
| 6    | Julian Alaphilippe | Soudal    | a 33"     |
| 7    | Simon Yates        | Jayco     | s.t.      |
| 8    | V. Paret-Peintre   | Decathlon | a 36"     |
| 9    | Damien Howson      | Australia | a 42"     |
| 10   | Jack Haig          | Bahrain   | a 50"     |

### Classifica a punti - Maglia blu
| Pos. | Corridore        | Squadra     | Punti |
| ---- | ---------------- | ----------- | ----- |
| 1    | Sam Welsford     | Bora        | 90    |
| 2    | Biniam Girmay    | Intermarché | 77    |
| 3    | Jhonatan Narváez | Ineos       | 70    |
| 4    | Stephen Williams | Israel      | 69    |
| 5    | Isaac Del Toro   | UAE         | 61    |

### Classifica scalatori - Maglia a pois verdi
| Pos. | Corridore          | Squadra   | Punti |
| ---- | ------------------ | --------- | ----- |
| 1    | Luke Burns         | Australia | 49    |
| 2    | J. C. van der Lee  | EF        | 23    |
| 3    | Gil Gelders        | Soudal    | 20    |
| 4    | Chris Harper       | Jayco     | 12    |
| 5    | Julian Alaphilippe | Soudal    | 10    |

### Classifica giovani - Maglia bianca
| Pos. | Corridore          | Squadra   | Tempo     |
| ---- | ------------------ | --------- | --------- |
| 1    | Isaac Del Toro     | UAE       | 19h13'45" |
| 2    | Oscar Onley        | DSM       | a 9"      |
| 3    | Bastien Tronchon   | Decatlhon | a 1'00"   |
| 4    | Laurence Pithie    | Groupama  | a 1'01"   |
| 5    | Gianmarco Garofoli | Astana    | a 2'00"   |

### Classifica a squadre
| Pos. | Squadra                         | Tempo     |
| ---- | ------------------------------- | --------- |
| 1    | Decathlon AG2R La Mondiale Team | 57h44'14" |
| 2    | Israel-Premier Tech             | a 4"      |
| 3    | UAE Team Emirates               | a 6"      |
| 4    | Soudal Quick-Step               | a 16"     |
| 5    | Team Visma-Lease a Bike         | a 24"     |